# Список кантри-альбомов № 1 в США в 2025 году (Billboard)

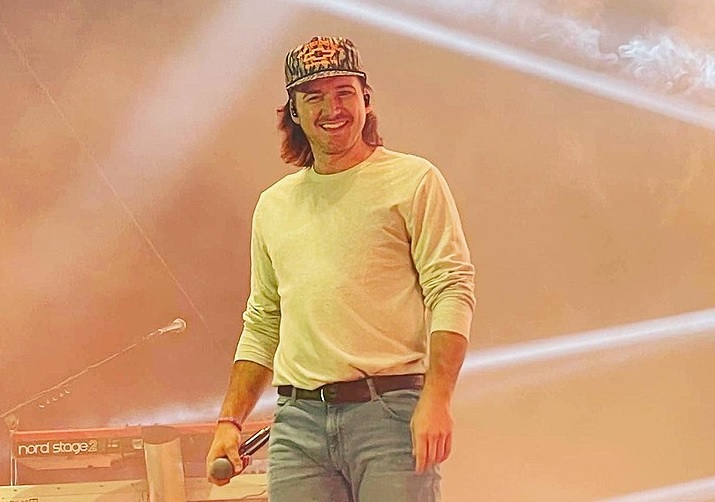
Морган Уоллен был на первом месте с диском One Thing at a Time (ранее альбом был 33 недели лидером в 2023 году и ещё 34 в 2024 году

Список кантри-альбомов № 1 в США в 2025 году (Top Country Albums 2025) — это список кантри-альбомов, которые занимали первые места в США в 2025 году по итогам еженедельных хит-парадов журнала Billboard.

## История
- 4 января чарт возглавил альбом 80-летней Бренды Ли, вышедший ещё в 1964 году и ставший первым в карьере певицы лидером Top Country Albums (среди шести её альбомов, попавших в топ-10 в 1973—2019 годах)[2][3].
- 11 января на первое место вернулся альбом One Thing at a Time кантри-музыканта Моргана Уоллена, который 34 недели лидировал в 2024 году и 33 недели был номером один в 2023 году (в сумме стало 68 недель на № 1).
- 31 мая на первом месте дебютировал альбом I’m the Problem Моргана Уоллена, его четвёртый чарттоппер[4]. Это увеличило рекорд нахождения на первом месте всех его альбомов до 187 недель (рекорд чарта Top Country Albums, созданного 11 января 1964 года). Ранее One Thing at a Time провел 87 недель на первом месте, а альбом Dangerous: The Double Album 97 недель был на № 1 в 2021—2023[5].

## Список
| Дата       | Альбом                                                            | Исполнитель   | Ссылка |
| ---------- | ----------------------------------------------------------------- | ------------- | ------ |
| 4 января   | Rockin' Around The Christmas Tree: The Decca Christmas Recordings | Бренда Ли     | [ 3 ]  |
| 11 января  | One Thing at a Time                                               | Морган Уоллен | [ 6 ]  |
| 18 января  | One Thing at a Time                                               | Морган Уоллен | [ 7 ]  |
| 25 января  | One Thing at a Time                                               | Морган Уоллен | [ 8 ]  |
| 1 февраля  | One Thing at a Time                                               | Морган Уоллен | [ 9 ]  |
| 8 февраля  | One Thing at a Time                                               | Морган Уоллен | [ 10 ] |
| 15 февраля | One Thing at a Time                                               | Морган Уоллен | [ 11 ] |
| 22 февраля | One Thing at a Time                                               | Морган Уоллен | [ 12 ] |
| 1 марта    | One Thing at a Time                                               | Морган Уоллен | [ 13 ] |
| 8 марта    | One Thing at a Time                                               | Морган Уоллен | [ 14 ] |
| 15 марта   | One Thing at a Time                                               | Морган Уоллен | [ 15 ] |
| 22 марта   | One Thing at a Time                                               | Морган Уоллен | [ 16 ] |
| 29 марта   | One Thing at a Time                                               | Морган Уоллен | [ 17 ] |
| 5 апреля   | One Thing at a Time                                               | Морган Уоллен | [ 18 ] |
| 12 апреля  | One Thing at a Time                                               | Морган Уоллен | [ 19 ] |
| 19 апреля  | One Thing at a Time                                               | Морган Уоллен | [ 20 ] |
| 26 апреля  | One Thing at a Time                                               | Морган Уоллен | [ 21 ] |
| 3 мая      | One Thing at a Time                                               | Морган Уоллен | [ 22 ] |
| 10 мая     | One Thing at a Time                                               | Морган Уоллен | [ 23 ] |
| 17 мая     | One Thing at a Time                                               | Морган Уоллен | [ 24 ] |
| 24 мая     | One Thing at a Time                                               | Морган Уоллен | [ 25 ] |
| 31 мая     | I’m the Problem                                                   | Морган Уоллен | [ 4 ]  |
| 7 июня     | I’m the Problem                                                   | Морган Уоллен | [ 26 ] |
| 14 июня    | I’m the Problem                                                   | Морган Уоллен | [ 27 ] |
| 21 июня    | I’m the Problem                                                   | Морган Уоллен | [ 28 ] |
| 28 июня    | I’m the Problem                                                   | Морган Уоллен | [ 29 ] |
| 5 июля     | I’m the Problem                                                   | Морган Уоллен | [ 30 ] |
| 12 июля    | I’m the Problem                                                   | Морган Уоллен | [ 31 ] |
| 19 июля    | I’m the Problem                                                   | Морган Уоллен | [ 32 ] |
| 26 июля    | I’m the Problem                                                   | Морган Уоллен | [ 33 ] |